# هارالد كرينشل
هارالد كرينشل (1884 – 9 يناير 1922) هو مبارز بالسيف دنماركي راحل، مثّل بلاده في الألعاب الأولمبية الصيفية 1908.

## روابط رياضية
هارالد كرينشل على موقع أوليمبيديا (الإنجليزية)